# Große clostridiale Zytotoxine
Große clostridiale Zytotoxine (LCT) sind mit einer molaren Masse von über 250 kDA für Bakterien außergewöhnlich große Toxine. Ihre toxische Wirkung besteht in der Modifizierung der Rho-GTPase, welche glykosyliert ihre Wirkung verliert. Dadurch wandeln sich Aktinfilamente in sog. stress fibers um, die Zelle wird unförmig und verliert ihren Halt.
Im Detail finden folgende Prozesse statt: rezeptorvermittelte Endozytose, Transport der Glycosyltransferase-Domäne durch den Membrankanal ins Zellinnere, Mobilisierung der Enzymkomponente durch Autoproteolyse und Inaktivierung der Rho-GTPase durch Glycosylierung.
Vertreter sind:
Clostridium difficile
- TcdA
- TcdB

Clostridium sordellii
- TcsL
- TcsH

Clostridium novyi
- Tcn alpha